# Cristina Croitoru
Cristina Raluca Croitoru (n. 21 decembrie 1985, București, România)  este o fostă luptătoare amatoare română care participă în competiții la lupte libere, categoria 48 de kilograme feminin. Este membră a clubului CSA Steaua București
Este câștigătoare a două medalii de bronz la Campionatul European de Lupte între anii 2006 și 2011.

## Palmares internațional
| Campionatul European | Campionatul European | Campionatul European | Campionatul European |
| An                   | Loc                  | Medalie              | Categorie            |
| -------------------- | -------------------- | -------------------- | -------------------- |
| 2006                 | Moscova ( Rusia)     | Bronz                | Libere 48 kg         |
| 2011                 | Dortmund ( Germania) | Bronz                | Libere 48 kg         |

## Legături externe
- Profil pe FILA database
- Profil pe wrestling.ncp.ru Arhivat în 13 aprilie 2018, la Wayback Machine.